# 대만의 텔레비전 드라마 목록 (연대별)
타이완의 텔레비전 드라마 목록 (연대별)에서는 타이완의 드라마를 서술한다.

## 목록
- 2000년대 타이완의 텔레비전 드라마 목록
- 2010년대 타이완의 텔레비전 드라마 목록

## 같이 보기
- 타이완의 텔레비전 드라마 목록